# Janiopsis
Janiopsis is een geslacht van uitgestorven weekdieren uit de klasse van de Gastropoda (slakken). Exemplaren van dit geslacht zijn slechts als fossiel bekend.

## Soorten
- Janiopsis angulosa (Brocchi, 1814) †
- Janiopsis calvimontensis (Cossmann, 1889) †
- Janiopsis colridusensis (Pacaud & Leroy, 2015) †
- Janiopsis funiculosa (Deshayes, 1835) †
- Janiopsis heberti (Watelet, 1851) †
- Janiopsis maxillosa (Bellardi & Michelotti, 1840) †
- Janiopsis minor (Deshayes, 1864) †
- Janiopsis parisiensis (Deshayes, 1834) †
- Janiopsis schlumbergeri (Cossmann, 1889) †